# Фергюсон, Артур
Артур Фергюсон (англ. Arthur Furguson, 1883—1938) — шотландский мошенник, который стал известен «продажами» национальных памятников и других объектов национального достояния в 1920-х годах.

## Биография
Утверждается, что в 1920-х годах Фергюсон продал ряд знаменитых памятников. В частности речь шла о Колонне Нельсона на Трафальгарской площади (на сумму 6000 фунтов стерлингов), башне Биг Бен (с первоначальным взносом в 1000 фунтов стерлингов) и Букингемском дворце (за 2000 фунтов стерлингов первоначального взноса). Во всех случаях покупателями выступали доверчивые американские туристы.
В 1925 году Фергюсон эмигрировал в США. Там он продолжил свои аферы. В частности «продал» Белый дом богатому владельцу ранчо в рассрочку. Ежегодные выплаты должны были осуществляться в размере 100 000 долларов. Затем Фергюсон попытался продать Статую Свободы зажиточному туристу из Австралии. Но тот заподозрил неладное и обратился в полицию. Фергюсона арестовали и заключили в тюрьму. Он освободился в 1930 году и перебрался в Лос-Анджелес. Здесь мошенник до самой смерти в 1938 году продолжал обманывать доверчивых обывателей.

## Критика
Согласно мнению Дейна Лава, описавшего Фергюсона в своей книге «Человек, который продал колонну Нельсона», существование самого мошенника может быть обманом. Возможно это выдумки журналистов. Лав пытался отследить доказательства, которые подтвердили бы истории об аферах. Но не удалось обнаружить никаких документов об аресте Фергюсона, о суде над ним или о его пребывании в тюрьме. Нет также никаких следов его могилы в Лос-Анджелесе. При этом основные материалы о мошенничестве появились в 1960-е годы.